# 裸体抗议

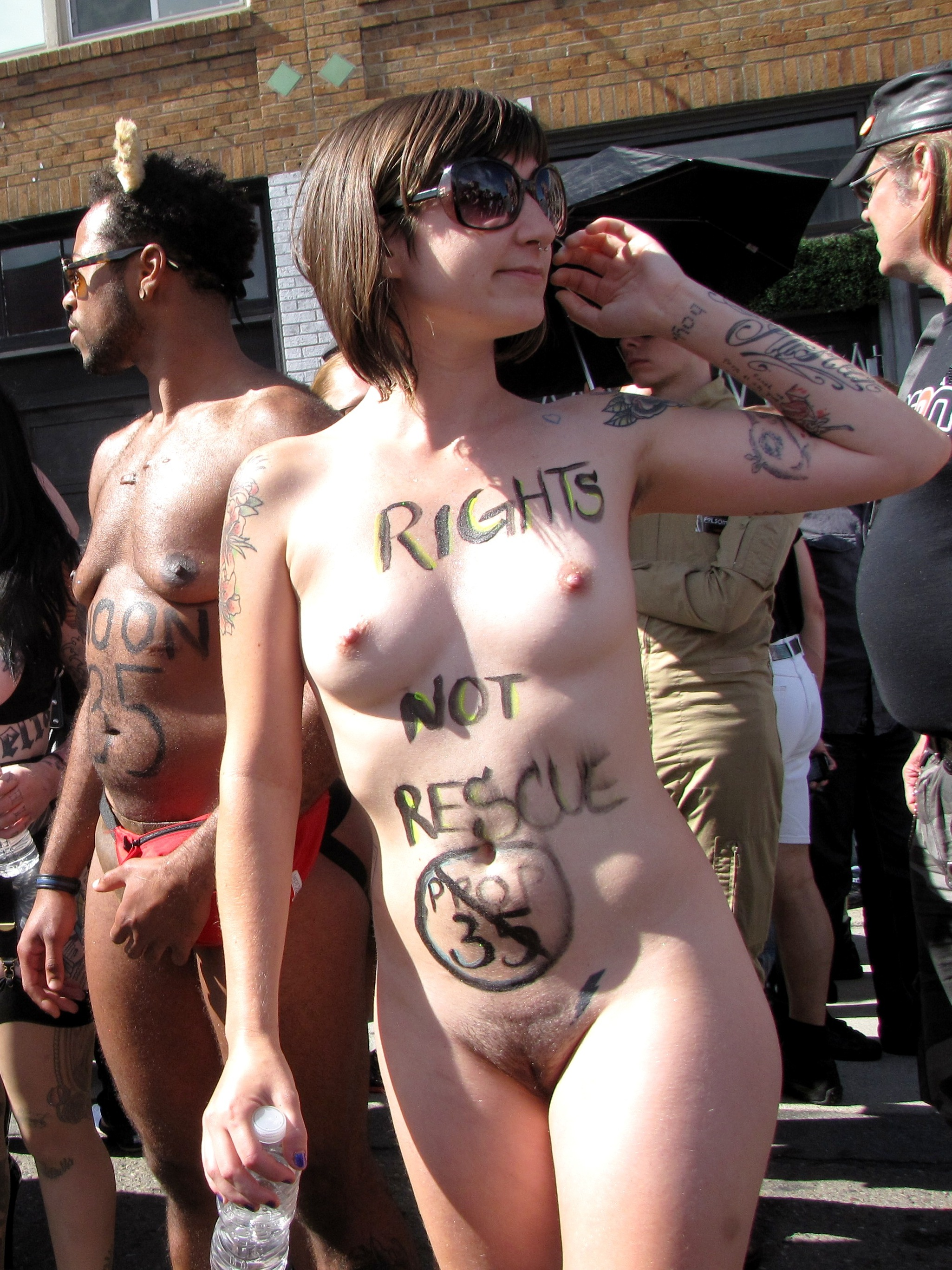
一名女子在美國福爾瑟姆街頭市集裸體為性工作者權利抗議

裸体抗议是一種抗議方式，參與這種抗議的人會不穿衣服（裸體），目的是吸引媒体和公众的关注。 1650年代，貴格會的人就已經用裸體吸引公眾注意。 20世纪60年代之后，裸體抗議開始逐漸增多。世界各地对裸体抗议的接受程度各不相同。